# نساجی

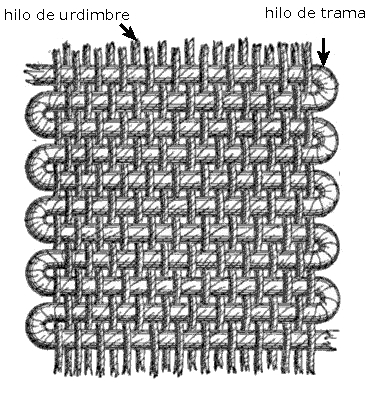
تار (عمودی) و پود (افقی) در نساجی ساده

نساجی (به انگلیسی: Weaving) عبارتست از هنر بافت که در آن برای تولید پارچه، دو مجموعهٔ مجزا از نخ‌ها و رشته‌ها که تار و پود نامیده می‌شوند، در هم بافته شوند. رشته‌های تار در قطعهٔ پارچه به صورت طولی، و رشته‌های پود در عرض از این سو به آن سو می‌روند.
دانش نساجی در مورد الیاف و نخ‌های کاربردی در صنایع نساجی، پارچه‌های بافته‌شده، منسوجات بی‌بافت، پوشاک، روش‌های تولیدی و کنترل کیفی می‌باشد.

## حوزه فعالیت
صنعت نساجی در بخش‌های زیر فعال است:
تولید الیاف نساجی مصنوعی
تولید نخ از الیاف طبیعی یا الیاف مصنوعی یا ترکیبی از آنها
تولید پارچه بافته شده از نخ
تولید منسوجات بی بافت از الیاف یا نخ
 رنگرزی پارچه، چاپ پارچه و تکمیل کالای نساجی
تولید منسوجات خاص مورد نیاز در سایر صنایع

## کاربردهای پارچه
بیش‌ترین کاربرد پارچه، در صنعت پوشاک است. اما در مبل سازی، ورزش و لوازم خودرو نیز کاربرد دارند. امروزه از منسوجات بی بافت در روکش‌های خودرو و به صورت کامپوزیت در صنایع مختلف استفاده می‌شود.

## پیشینه نساجی سنتی در ایران

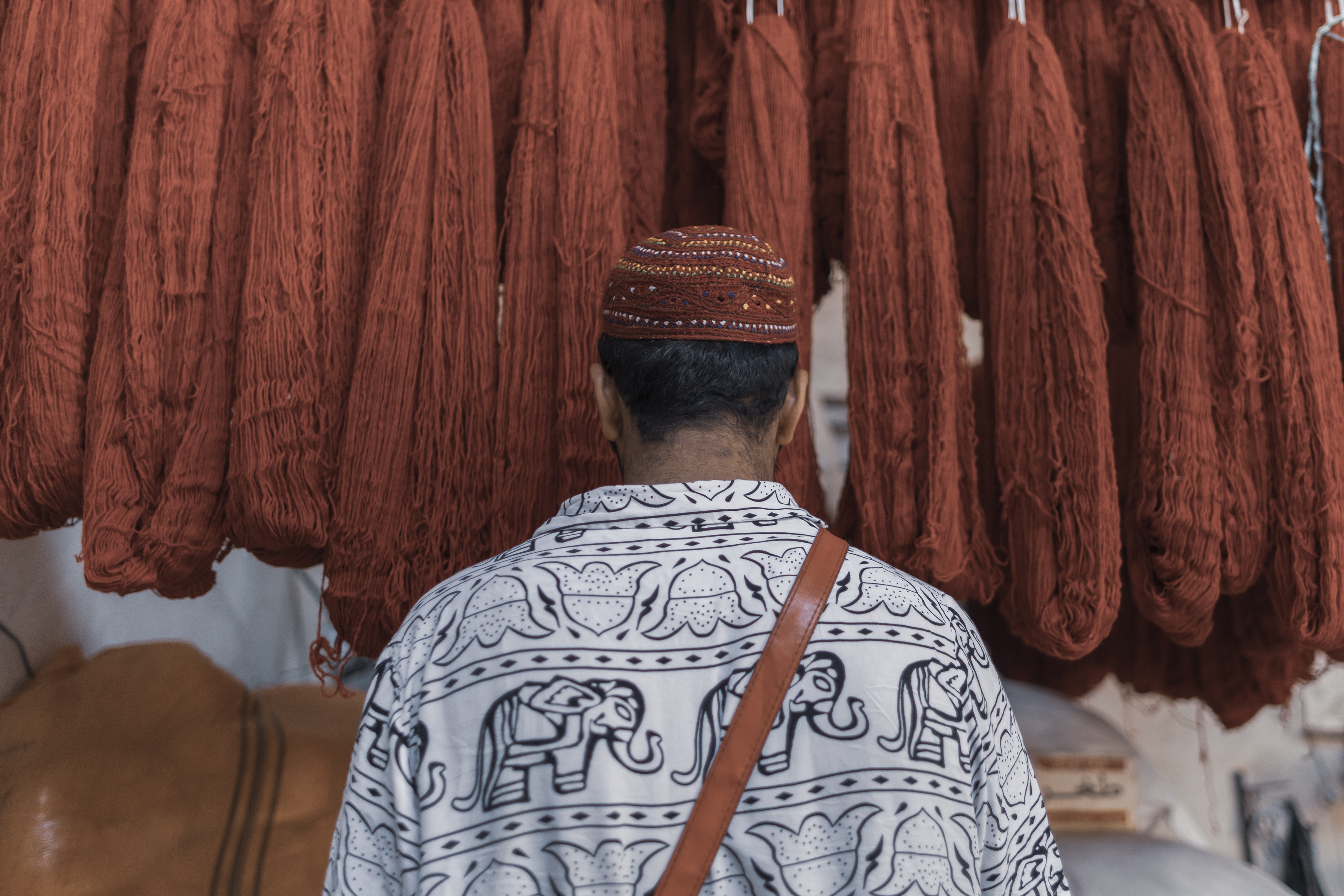
یک گردشگر با لباس محلی ایستاده در کنار یک کارگاه رنگرزی در بازار تبریز

نساجی سنتی فراورده‌هایی است که با کمک دستگاهای ساده بافندگی از نوع:دو وردی، چهار وردی، هشت وردی تا ژاکاردی دستی تولید می‌شود. زری، مخمل، ترمه، دارایی، جاجیم و نظایر آن در زمره نساجی سنتی ایران قرار دارند. وسایلی که متعلق به ۶۰۰۰ سال پیش در ایران است گواه خوبی است بر اینکه مردم آن زمان از فن ریسندگی و تبدیل پشم به نخ آگاه بوده‌اند. نخستین نشانه‌ای که از وجود پارچه منسوخ در ایران موجود است متعلق به ۴۰۰۰ سال ق. م است که در شوش بدست آمده است. در ۲۵۰۰ تا ۲۷۰۰ سال ق. م بافندگی به‌طور کامل و ظریفتر معمول شد. در دوره هخامشی از پارچه زری استفاده می‌شده که به علت علاقه فراوان به رنگ آبی، این رنگ در تولید پارچه‌ها بسیار استفاده شده است.
عجیب‌ترین محصول پارچه بافی دوره صفویه مخمل‌های آنهاست که هنوز کسی نتوانسته محصولی به آن زیبایی بسازد.
هم‌اکنون مراکز مهم تولید پارچه‌های دستباف ایران استان‌های یزد، خراسان، مازندران، گیلان، گلستان و خوزستان هستند. پارچه‌های نفیسی چون ذری و مخمل تنها در تهران، کاشان و هنرستان هنرهای زیبای کاشان تولید می‌شود.